# Яснотка крапчатая
Яснотка крапчатая, или Яснотка пятнистая (лат. Lamium maculatum) — многолетнее травянистое растение, вид рода Яснотка (Lamium) семейства Яснотковые (Lamiaceae), или Губоцветные (Labiatae). Отличительная особенность растения — пятнистый узор на нижней губе венчика.
Хороший медонос. Культивируется как декоративное садовое растение, выведено много сортов. В некоторых регионах растение считается сорняком.

## Ботаническое описание

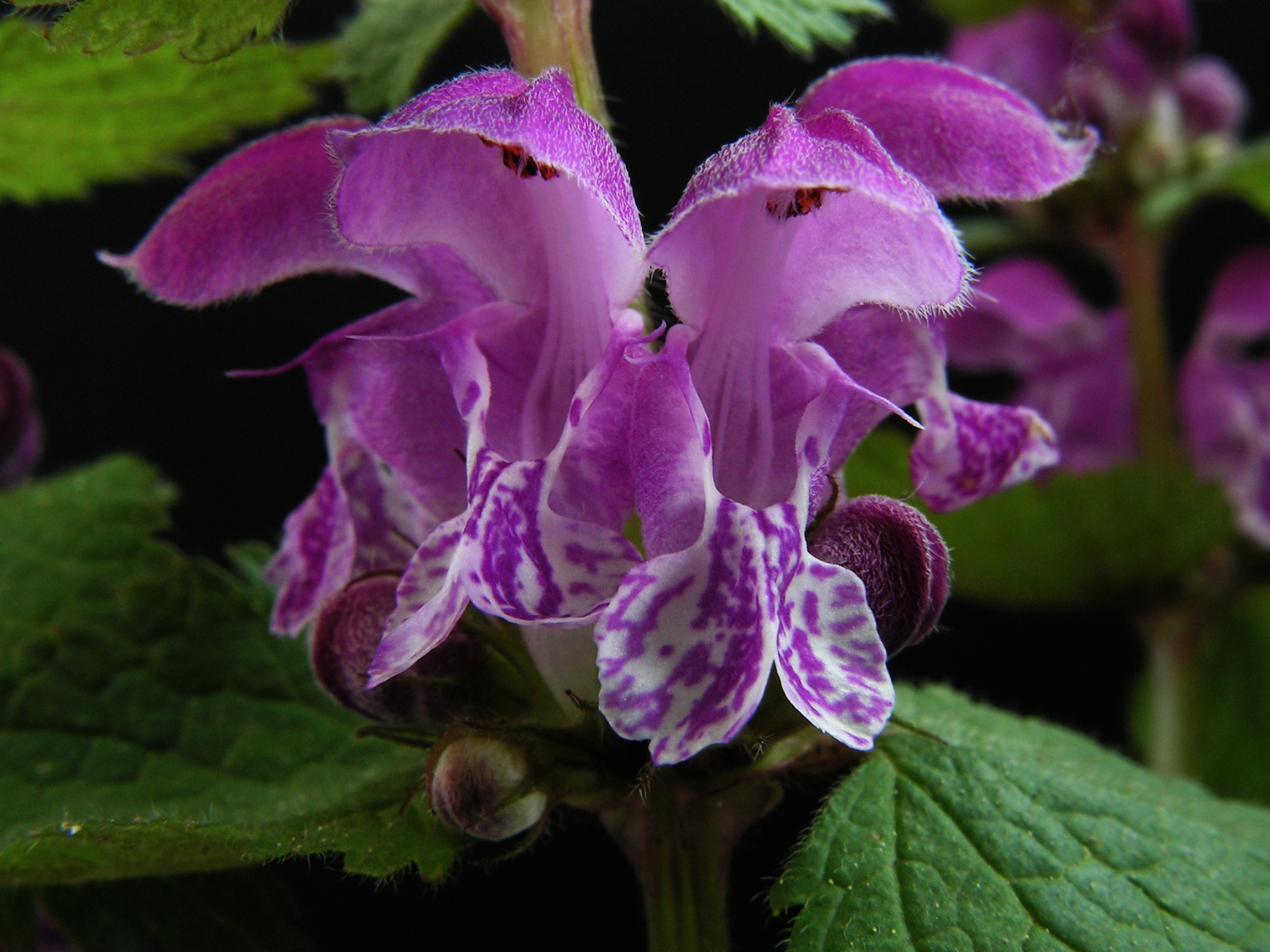
Цветки яснотки крапчатой крупным планом

Многолетнее травянистое растение высотой до 70 см. Могут быть как прямостоячими, так и раскидистыми низкорослыми растениями.

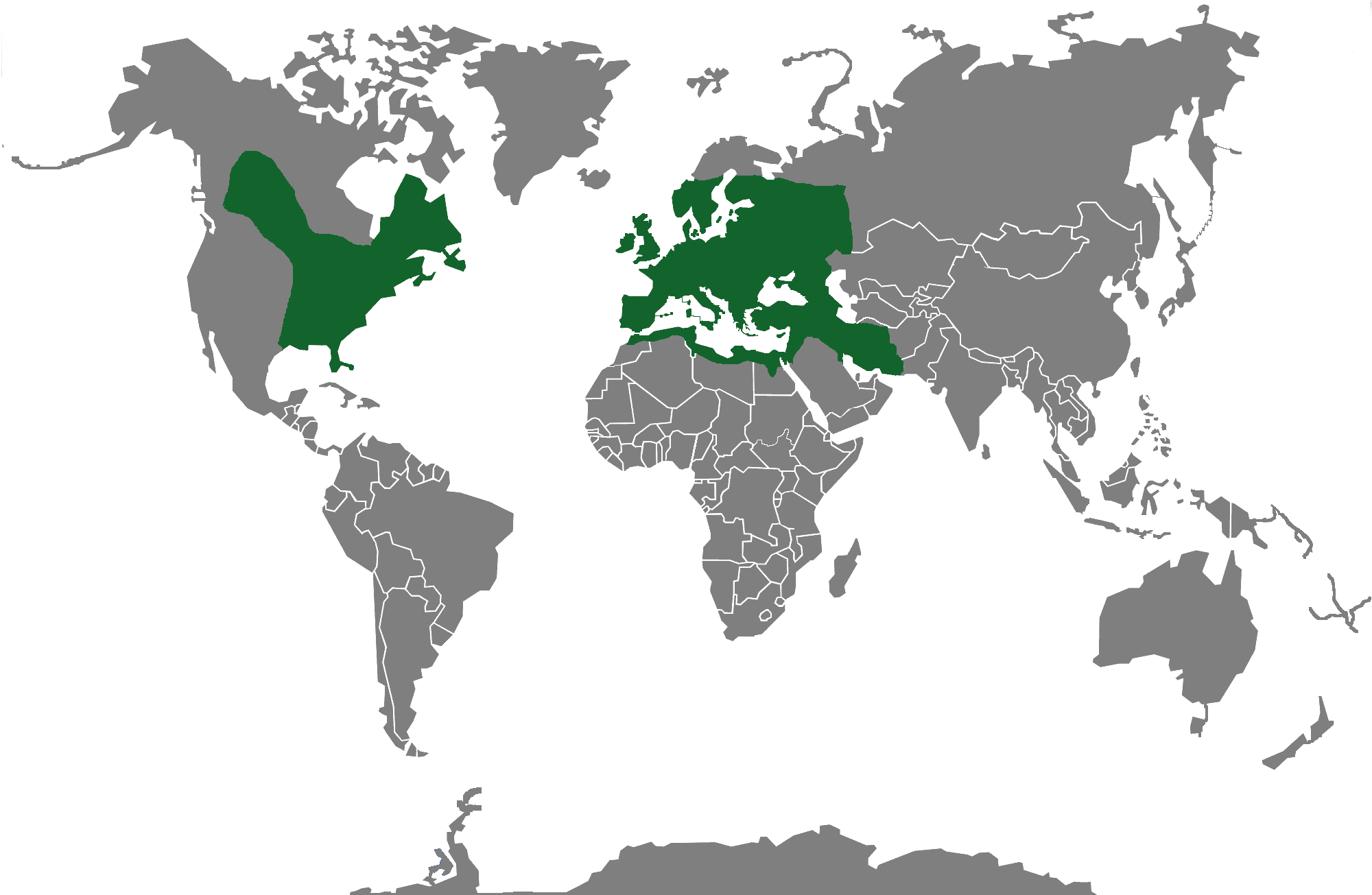

Стебли четырёхгранные, более или менее опушённые. Листья супротивные, яйцевидные, сверху нередко со светлыми пятнами, мелкозубчатые.
Цветки сидячие, собраны по 6—10 штук ложных мутовках в пазухах верхних листьев (листовидных прицветников). Околоцветник двойной. Чашечка — колокольчатая, с пятью шиловидно заострёнными зубцами. Венчик — длиной от 20 до 30 мм, розовый (может быть различных оттенков, от бледно-розового и даже почти белого, до розовато-пурпурного), на нижней губе имеется пятнистый узор. Трубка венчика — выставляющаяся из чашечки, изогнутая, у зева внезапно вздутая, внутри имеется поперечное волосистое кольцо. Верхняя губа имеет форму свода и нависает над нижней наподобие шлема. У нижней губы хорошо развита лишь средняя лопасть, две других представляют собой небольшие зубчики по бокам средней лопасти. Тычинки и столбик пестика выдаются за пределы трубки венчика. Тычинок четыре, все они фертильные; имеют разную длину (передние длиннее). Время цветения — с мая по октябрь.
Плод — ценобий: дробный плод, состоящий из четырёх орешковидных частей (эремов). Эремы бурые яйцевидно-трёхгранные, на верхушке усечённые. Плоды созревают в разное время, начиная с июня.
Хромосомное число: 2n = 18.

## Распространение и экология
Растение широко распространено в Европе, а также в Средиземноморье, в Малой Азии, Иране. Как заносное растение встречается в Северной Америке. Растёт в зарослях кустарника, в лесах, по оврагам.

## Химический состав
В цветках растения найдена хлорогеновая кислота — биологически активное вещество из группы ароматических органических кислот, обладающее желчегонными свойствами.
В надземной части растения найдены следующие вещества: пролинбетаин, транс-4-гидроксипролинбетаин, бетаин пипеколиновой кислоты, бетаин транс-4-гидроксипипеколиновой кислоты.

## Использование

### Использование в медицине
В средневековой медицине Армении растение использовалось в качестве детоксикационного средства.

### Использование в садоводстве
Молодые листья съедобны, их используют для приготовления супов.

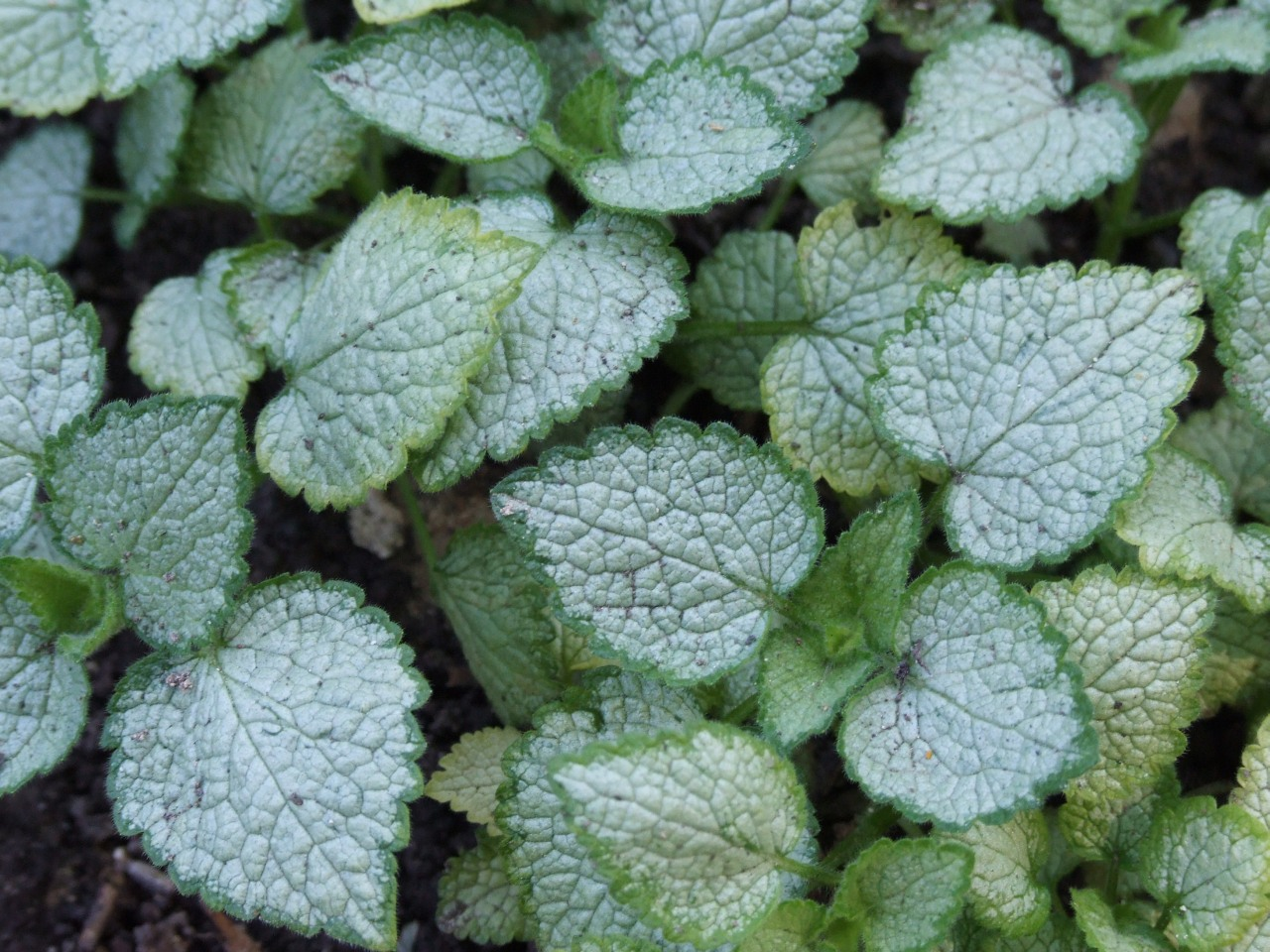
Листья растений сорта

Культивируется как декоративное садовое растение, выведено много сортов. Чаще выращиваются низкорослые компактные сорта высотой не более 15 см.
Некоторые известные сорта:
- 'Beacons' Silver' — с серебристыми листьями и розовыми цветками;
- 'Pink Pewter' — с серебристо-зелёными листьями с тёмно-зелёными краями и пурпурными цветками;
- 'Roseum' — с серебристой полосой на листьях и розовато-сиреневыми цветками;
- 'White Nancy' — с серебристо-зелёными листьями и светлыми стеблями[3].

Агротехника
Как и другие виды яснотки, этот вид достаточно холодостоек и хорошо растёт на любой почве. Размножение — семенами либо делением ранней весной. При культивировании следует учитывать, что растение требуют много пространства, поскольку быстро разрастаются.
Зоны морозостойкости — от 4 до 10.

## Классификация

### Таксономия
Lamium maculatum L., 1763, Sp. Pl. ed. 2 : 809
Вид Яснотка крапчатая относится к роду Яснотка (Lamium) семейства Яснотковые (Lamiaceae) порядка Ясноткоцветные (Lamiales), который последовательно входит в вышестоящие клады Ламииды → Астериды → Суперастериды → Эвдикоты → Цветковые растения. Таксономическая схема в соответствии с Системой APG IV по состоянию на декабрь 2023 года:
|  |                          |  |                                   |                                   |                      |  | еще 23 семейства | еще 23 семейства |                       |  |  |  | еще 29 подтвержденных видов и 16 видов, ожидающих подтверждения |
|  |                          |  |                                   |                                   |                      |  | еще 23 семейства | еще 23 семейства |                       |  |  |  | еще 29 подтвержденных видов и 16 видов, ожидающих подтверждения |
|  |                          |  |                                   | порядок Ясноткоцветные            |                      |  |                  |                  | род Яснотка           |  |  |  |                                                                 |
|  |                          |  |                                   | порядок Ясноткоцветные            |                      |  |                  |                  | род Яснотка           |  |  |  |                                                                 |
|  | клада Цветковые растения |  |                                   |                                   | семейство Яснотковые |  |                  |                  | вид Яснотка крапчатая |  |  |  |                                                                 |
|  | клада Цветковые растения |  |                                   |                                   | семейство Яснотковые |  |                  |                  |                       |  |  |  |                                                                 |
|  |                          |  | ещё 63 порядка цветковых растений | ещё 63 порядка цветковых растений |                      |  |                  | еще 267 родов    | еще 267 родов         |  |  |  |                                                                 |
|  |                          |  |                                   | ещё 63 порядка цветковых растений |                      |  |                  |                  | еще 267 родов         |  |  |  |                                                                 |

### Синонимы
- Lamium affine Guss. & Ten.
- Lamium album var. maculatum L.
- Lamium cardiaca Cogn.
- Lamium columnae Ten.
- Lamium cupreum Schott
- Lamium cupreum subsp. dilatatum (Schur) Nyman
- Lamium dilatatum Schur
- Lamium elegantissimum Schur
- Lamium foliosum Crantz
- Lamium grandiflorum Herb.Willd. ex Benth.
- Lamium grenieri Mutel
- Lamium gundelsheimeri K.Koch
- Lamium hirsutum Lam.
- Lamium laevigatum L.
- Lamium laevigatum auct.
- Lamium maculatum f. glabratum (Hoffmanns. & Link) Cout.
- Lamium maculatum f. maculatum
- Lamium maculatum subsp. strictopurpureum A.P.Khokhr.
- Lamium maculatum var. bourgaei Briq.
- Lamium maculatum var. cupreum (Schott) Briq.
- Lamium maculatum var. glabratum Hoffmanns. & Link
- Lamium maculatum var. grenieri (Mutel) Nyman
- Lamium maculatum var. hirsutum (Lam.) Nyman
- Lamium maculatum var. kansuense C.Y.Wu & S.J.Hsuan
- Lamium maculatum var. laevigatum (L.) Mutel
- Lamium maculatum var. longifolium Rouy
- Lamium maculatum var. maculatum
- Lamium maculatum var. nemorale Rchb.
- Lamium maculatum var. niveum (Schrad.) Nyman
- Lamium maculatum var. rubrum (Jenk.) Briq.
- Lamium maculatum var. rugosum (Aiton) Briq.
- Lamium maculatum var. villosifolium R.R.Mill
- Lamium melissifolium Mill.
- Lamium mutabile Dumort.
- Lamium niveum Schrad.
- Lamium pallidiflorum Beck
- Lamium rubrum Jenkinson
- Lamium rugosum [ Soland. ]
- Lamium stoloniferum Lapeyr.
- Lamium tillii Ten.
- Lamium truncatum Boiss.
- Lamium villosifolium (R.R.Mill) A.P.Khokhr.
- Lamium vulgatum var. rubrum (Jenk.) Benth.